# OTI 1979
L'ottavo Festival della canzone iberoamericana si tenne a Caracas, in Venezuela l'8 dicembre 1979 e fu vinto da Daniel Riolobos che rappresentava l'Argentina.

## Classifica
| Paese                                                  | Artista                      | Canzone                  | Posizione |
| Argentina                                              | Daniel Riolobos              | Cuenta conmigo           | 1         |
| Venezuela                                              | Delia Dorta                  | Cuando era niño          | 2         |
| Portogallo                                             | José Cid                     | Na cabana junto a praia  | 3         |
| Spagna                                                 | Rosa María Lobo              | Viviré                   | 4         |
| Porto Rico                                             | Ednita Nazario               | Cadenas de fuego         | 5         |
| Brasile                                                | Miltinho                     | Conselho                 | 5         |
| Honduras                                               | Gloria Janeth                | Hermano hispanoamericano | 7         |
| Messico                                                | Estela Nuñez                 | Vivir sin ti             | 8         |
| Antille Olandesi                                       | Don Ramón                    | Mi niño                  | 9         |
| Stati Uniti                                            | Mario Alberto Milar          | Y una esperanza mas      | 9         |
| Perù                                                   | José Escajadillo             | Benito Gazeta            | 11        |
| Guatemala                                              | Luis Galich Porta y Piramide | La mitad de mi naranja   | 12        |
| Panama                                                 | Tony Espino                  | Sueños                   | 13        |
| Cile                                                   | Patricia Maldonado           | La música                | 14        |
| Rep. Dominicana                                        | Omar Franco                  | Mi mundo                 | 14        |
| El Salvador                                            | Andrés Valencia              | Niño, mi lindo niño      | 14        |
| Uruguay                                                | Dolores                      | Vamos a dar amor         | 17        |
| Paraguay                                               | Derlis Esteche               | La vida en mi canción    | 17        |
| Colombia                                               | Paola                        | A cualquier hora         | 19        |
| Costa Rica                                             | Claudia                      | Vivamos hoy              | 19        |
| Ecuador                                                | Miguel Angel Vergara         | Como tener tu cariño     | 21        |
| Luogo: Teatro del Círculo Militar - Caracas, Venezuela |                              |                          |           |